# Інститут К. Г. Юнга

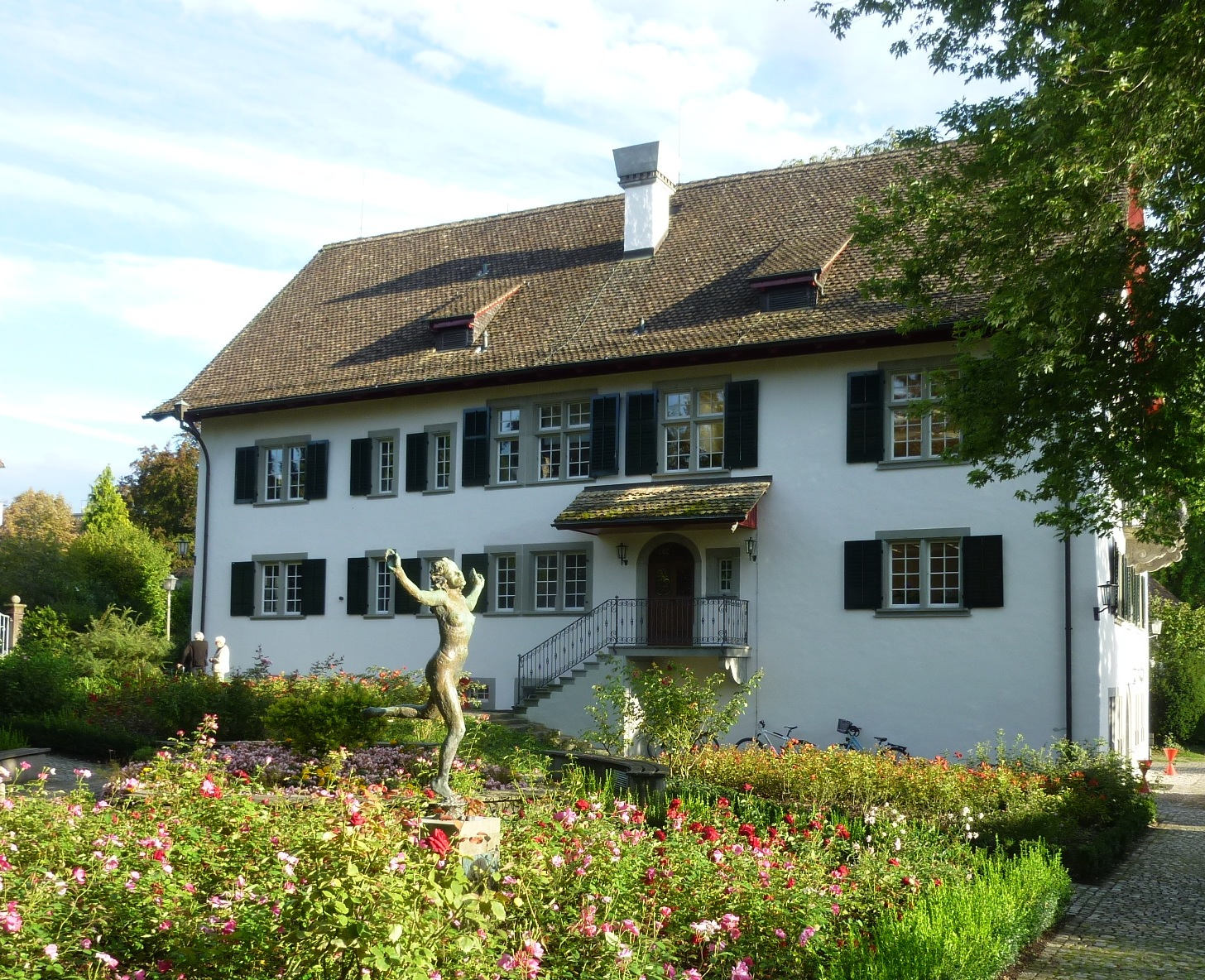
CG Jung-Institut Zürich in Küsnacht

Інститут К. Г. Юнга, Цюрих (нім. CG Jung-Institut Zürich) був заснований у Цюриху, Швейцарія, у 1948 році психіатром Карлом Густавом Юнгом, засновником аналітичної психології (частіше її називають психологією Юнга) (у 1979 році переїхав до свого теперішнього місця в Кюснахті, за кілька миль на південь від Цюриха). Марі-Луїза фон Франц і Йоланда Якобі також брали активну участь у заснуванні та першій роботі інституту.
Інститут був заснований у 1948 році для забезпечення навчання та проведення досліджень у галузі аналітичної психології та психотерапії. Юнг очолював інститут до 1961 року, року своєї смерті. Бібліотека інституту містить близько 15 000 книг і періодичних видань, пов'язаних із психологією Юнга.
Кілька інших організацій під назвою Інститут К. Г. Юнга існує по всьому світу, наприклад, у Лос-Анджелесі та Нью-Йорку.